# Ксенівка (зупинний пункт)
Ксéнівка (також, Ксеніївка) — пасажирський залізничний зупинний пункт Дніпровської дирекції Придніпровської залізниці на електрифікованій лінії Нижньодніпровськ-Вузол — Синельникове II  між станціями Нижньодніпровськ-Вузол (5 км) та Ігрень (1,3 км). Розташований у  Самарському районі міста Дніпро, на лівому березі річок Дніпро та Самара.

## Історія
Зупинний пункт відкритий у 1873 році під час спорудження дільниці Катеринослав — Синельникове приватної Лозово-Севастопольської залізниці.

### Назва
Своє найменування отримав на початку ХХ століття (після 1915 року). Назва  походить від імені дочки помічника начальника Катерининської залізниці  Петра Михайловича Крендовського (1882 - 1929) Ксенії (1915 - 2008). Крендовський мав дачу    на Новій Ігрені і щодня їхав туди після роботи на побачення з дочкою. Ксенія Крендовська жила іще на початку 1990-х років в районі вулиці Гвая. 

## Залізнична розв'язка
Від Ксенівки прокладена відгалужена одноколійна залізнична лінія до вантажної станції Придніпровськ.

## Пасажирське сполучення
На зупинному пункті Ксенівка зупиняються приміські електропоїзди, що прямують до кінцевих станцій Дніпро-Головний, Запоріжжя I, Запоріжжя II, Лозова, Межова, Синельникове I, Чаплине.